# Insel (Altmark)
Insel is een plaats en voormalige gemeente in de Duitse deelstaat Saksen-Anhalt en maakt deel uit van de gemeente Stendal in het gelijknamige Landkreis.
Insel ligt ongeveer 8 km ten west-zuidwesten van de stad Stendal, waarvan het sedert 1 september 2010 een Ortschaft is; tot en met 2023 behoorden Döbbelin en Tornau tot deze Ortschaft, maar werden er per 1 maart 2024 van afgesplitst.
Het dorp ligt aan de Bundesstraße 188 en is door een belbusdienst en een (weinig frequente) gewone busdienst met de stad Stendal verbonden. Ruim twee km ten noorden van het dorp staat station Möringen.
In Insel is enig midden- en kleinbedrijf gevestigd, en aan de zuidkant één zeer grote boerderij, mogelijk een voormalige LPG uit de DDR-tijd. 

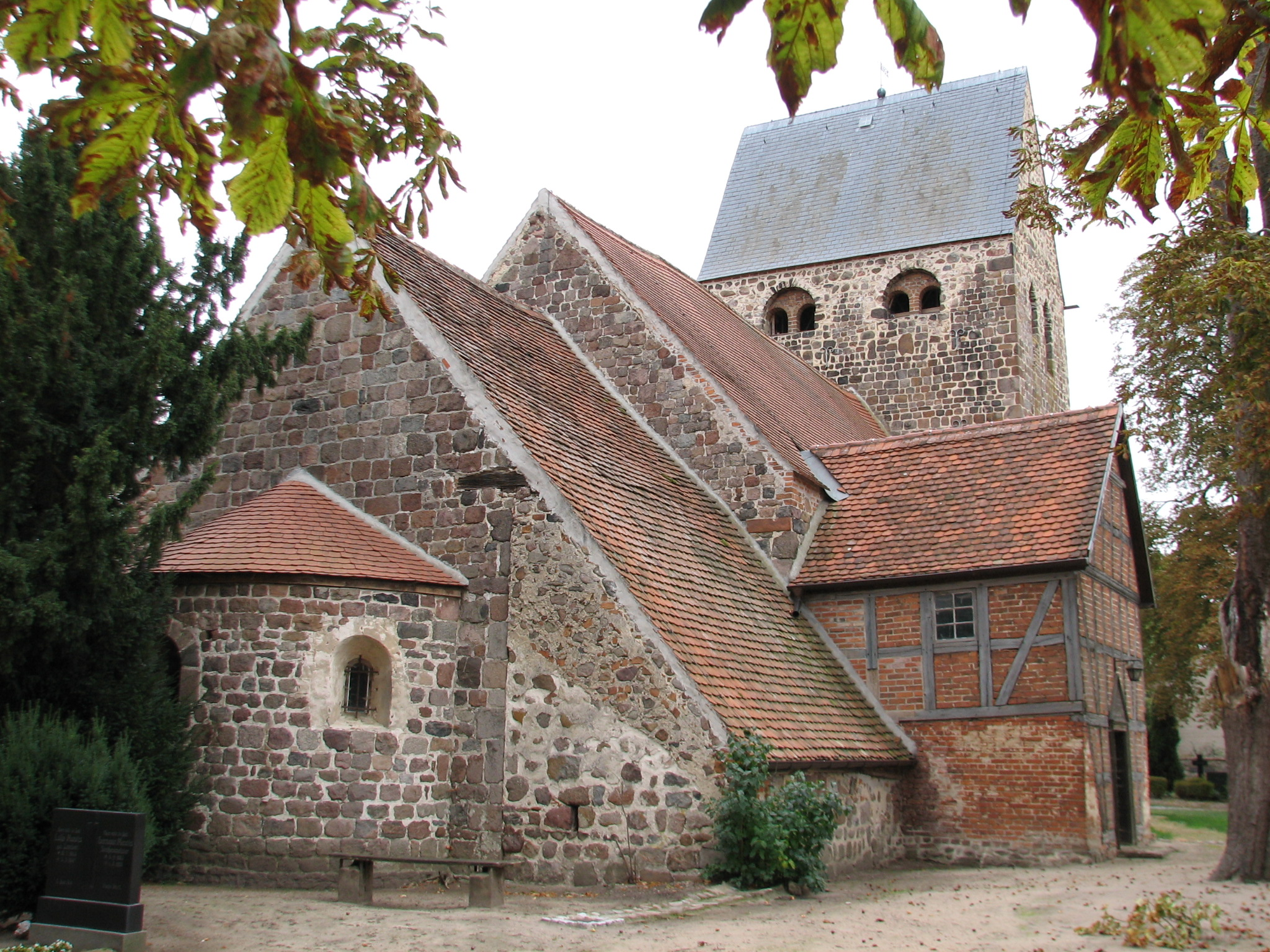
Dorpskerk te Insel
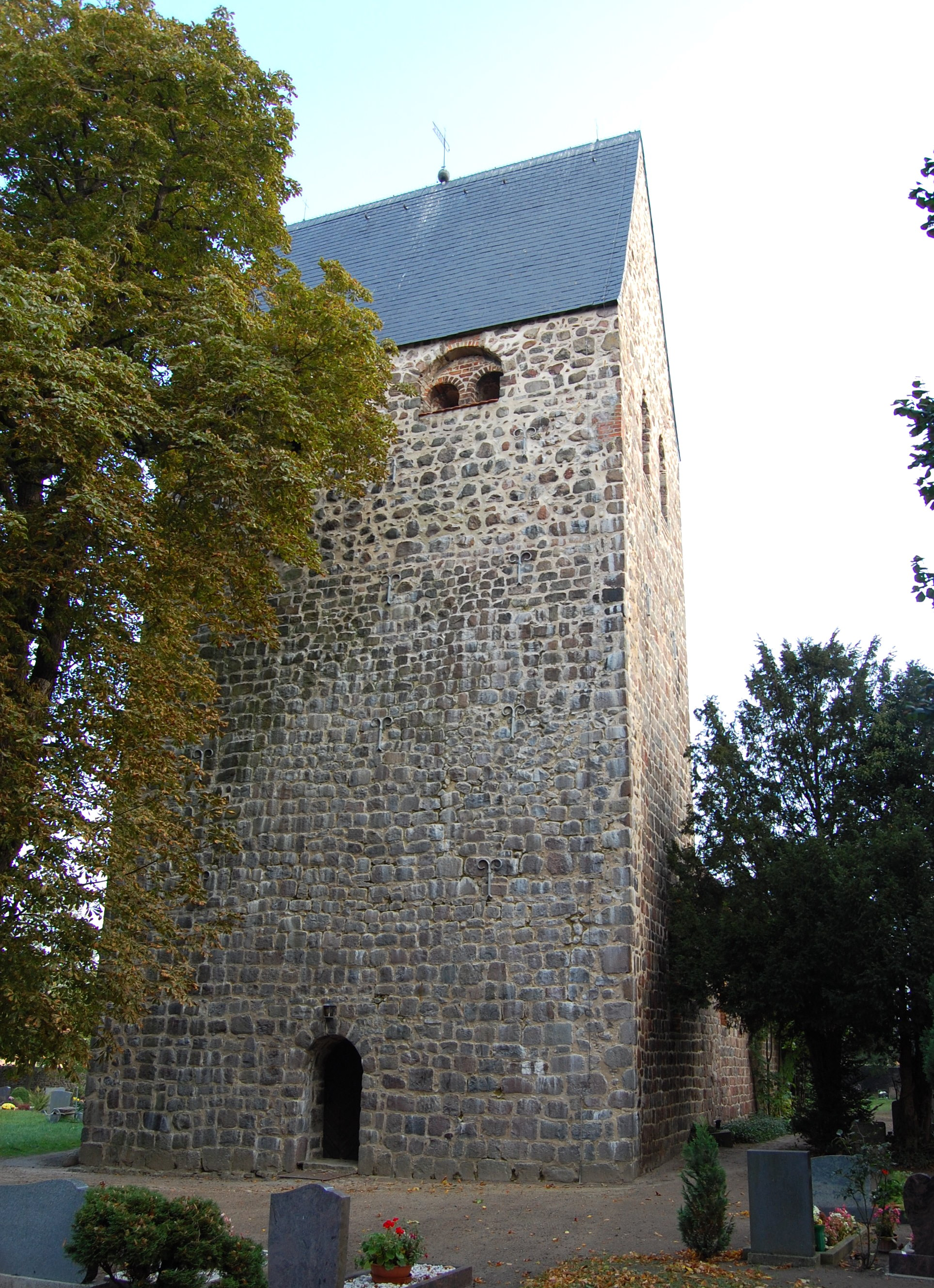
Toren van dit kerkgebouw

In 2021 zijn bij wegwerkzaamheden in de omgeving van Insel archeologische opgravingen gedaan. Daarbij zijn artefacten gevonden uit de Jonge Steentijd en de late Bronstijd, in grafvelden van dragers van respectievelijk de kogelamforacultuur en de Lausitzcultuur.
De oudste schriftelijke vermelding van het dorp dateert van 1238, als Insula, villa slavica, wat erop wijst, dat mensen, die tot een Slavisch volk behoorden, de eerste bekende bewoners waren. In de late middeleeuwen was het dorp gesplitst in Ost-Insel en Westinsel. 
De evangelisch-lutherse dorpskerk van Insel werd omstreeks 1172 in romaanse stijl gebouwd. Jaarringenonderzoek aan de eikenhouten dakconstructie van het godshuis wees uit, dat de voor de bouw van dit dak gebruikte balken van in 1172 gevelde bomen afkomen.  De kerk werd in 1745 ingrijpend gerenoveerd.